# 대성초등학교 (고성군)
대성초등학교는 대한민국 경상남도 고성군에 있는 공립 초등학교이다.

## 학교 연혁
- 1924년 4월 5일: 일본인 소학교 개교
- 1946년 4월 1일: 대성국민학교 인가
- 1991년 2월 22일: 삼곡분교장 통합
- 1996년 3월 1일: 대성초등학교로 교명 개칭
- 1999년 2월 28일: 광일분교장 통합

## 참고 자료
- 대성초등학교 - 한국교육학술정보원 학교알리미